# Jõgeva, Estonia
Jõgeva este un oraș, capitala comitatului Jõgeva în centrul Estoniei.